# Bithia geniculata
Bithia geniculata là một loài ruồi trong họ Tachinidae.